# Sandra Sigurðardóttir
Sandra Sigurðardóttir, née le 2 octobre 1986 en Islande, est une footballeuse internationale islandaise, qui joue au poste de gardienne de but au Valur Reykjavik.

## Biographie

### En club
Sandra Sigurðardóttir fait ses débuts en première division à l'âge de 14 ans avec le Thór Akureyri, avant de rejoindre Stjarnan en 2005.
En 2011, Sandra Sigurðardóttir s'engage avec le club suédois du Jitex Bollklubb, mais elle résilie par la suite son contrat pour non-conformité. Alors que son ancien club considérait qu'elle était toujours son contrat, la FIFA décide de donner raison à Sigurðardóttir, qui peut à nouveau jouer pour Stjarnan.
En 2016, elle rejoint le Valur Reykjavik. En juin 2017, elle devient la joueuse ayant disputé le plus de matchs de première division islandaise (234), dépassant le record détenu par Sigurlín Jónsdóttir depuis 18 ans. En mai 2021, elle devient la première joueuse à dépasser la barre des 300 matchs de championnat d'Islande.

### En sélection
Sandra Sigurðardóttir honore sa première sélection en équipe d'Islande le 24 juillet 2005 face aux États-Unis (défaite 3-0). Par la suite, elle participe aux Championnats d'Europe 2009, 2013 et 2017.
En juin 2022, elle est sélectionnée par Þorsteinn Halldórsson pour disputer l'Euro 2022 en Angleterre.

## Palmarès
| Stjarnan - Championnat d'Islande (4) : - Championne : 2011, 2013, 2014 et 2016. - Coupe d'Islande (3) : - Vainqueuse : 2012, 2014 et 2015. - Coupe de la Ligue islandaise (3) : - Vainqueuse : 2013, 2014 et 2015. - Supercoupe d'Islande (2) : - Vainqueuse : 2012 et 2015. |  | Valur Reykjavik - Championnat d'Islande (2) : - Championne : 2019 et 2021. - Coupe de la Ligue islandaise (1) : - Vainqueuse : 2017. |